# Scooby-Doo e il re dei Goblin
Scooby-Doo e il Re dei Goblin (Scooby-Doo and the Goblin King) è un film d'animazione del 2008 diretto, scritto e prodotto da Joe Sichta.
Questo è il primo film di Scooby-Doo prodotto interamente senza uno dei due creatori originali, William Hanna e Joseph Barbera.

## Trama
La banda di Mystery, Inc. va all'annuale carnevale di Halloween di Coolsville la notte di Halloween. Mentre sono lì, incontrano il mago residente "L'incredibile Krudsky"  che si rifiuta di permettere a Scooby di vedere il suo spettacolo dopo un incidente. Per rappresaglia, lui e Shaggy, che sentono che Halloween è l'unica notte dell'anno in cui le solite paure devono essere false, smascherano Krudsky come un imbroglione durante uno dei suoi spettacoli, facendo uscire il suo pubblico e Krudsky giura vendetta sul duo. La banda viene espulsa dal carnevale e decide invece di fare dolcetto o scherzetto.
Nella sua tenda, Krudsky rivela il suo desiderio di diventare un vero mago. La principessa delle fate Salice entra nella tenda di Krudsky e fa notare a Krudsky una voce in un libro degli incantesimi sullo Scettro dei Goblin, un potente strumento magico di proprietà del Re dei Goblin che dona al suo possessore il potere della magia di Halloween. Krudsky ha quindi un'idea per ottenere lo scettro e governare il mondo con esso. Salice decide di giocare con lui, ma si mette fuori combattimento; Krudsky vede che è una fata e assorbe i suoi poteri magici, diventando così un vero mago.
Nel frattempo, l'ultima tappa del dolcetto o scherzetto di Shaggy e Scooby è una casa dall'aspetto spettrale che afferma di essere un "vero negozio di magia". Una volta dentro, inizia un temporale, che li spaventa. Il proprietario del negozio di magia, Mr. Brian Gibbles, rivela al duo che la magia esiste davvero e canta una canzone. Krudksy entra nel negozio inseguendo Salice, la cattura e poi trasforma Gibbles in un coniglio e ruba l'equipaggiamento magico prima di partire. Il signor Gibbles spiega il piano di Krudsky a Shaggy e Scooby e mostra loro una visione di Krudsky che usa lo Scettro dei Goblin per trasformare i loro amici in mostri, facendo inorridire i due. Il signor Gibbles rivela che Krudsky si è già impossessato dalla magia della principessa Salice e che se dovesse ottenere anche i poteri dello scettro diverrebbe talmente potente da distruggere l'equilibro del mondo soprannaturale, causando gravi danni al mondo mortale. Gibbles li convince a salire a bordo dell'Altro Mondo Express, un treno che li porterà nel mondo degli spiriti, una volta lì dovranno recuperare lo scettro prima che scocchi la mezzanotte, avvertendoli che devono tornare a casa prima dell'alba, altrimenti rimarranno intrappolati nel mondo degli spiriti per sempre. Prima di partire, Shaggy e Scooby vengono magicamente mascherati con l'uso di carte magiche temporanee in versioni mostruose di se stessi.
Nel frattempo, mentre cercano Shaggy e Scooby nel mondo reale, il resto della banda vede Krudsky conversare con il Re dei Goblin attraverso uno specchio magico che accetta con riluttanza di scambiare il suo scettro con la Principessa Salice a mezzanotte. Vedere tutta la magia fa perdere i sensi a Velma, eccessivamente razionale; Fred e Daphne lasciano Velma a riposare nella Mystery Machine mentre preparano una trappola sia per il Re dei Goblin che per Krudsky.
Nel mondo magico, i travestimenti di Shaggy e Scooby scompaiono quando incontrano un lupo mannaro. Per superarlo, lo convincono che sono collettivamente un lupo mannaro. Durante la canzone "Bump in the Night", Shaggy aggiunge il testo su come raggiungere il castello del Re dei Goblin facendo scappare tutti i mostri dal bar. I due maldestri scagnozzi goblin del Re dei Goblin, Glob e Glum, tentano di catturare Scooby e Shaggy, ma vengono fermati da Jack O'Lantern. Il trio incontra quindi il Cavaliere Senza Testa che sta cercando di ricongiungersi con Jack. Fuggono dal Cavaliere e arrivano alla capanna delle streghe, dove incontrano la Grande Strega e le sue due compagne streghe. Le streghe mandano Shaggy e Scooby a fare un giro sulla loro scopa volante verso il castello del Re dei Goblin, ma vengono abbattute da Glob e Glum da un cannone dei goblin.
Atterrando in un piccolo villaggio fatato in una foresta, Shaggy e Scooby trovano tre fate chiamate Cardellino, Miele d'Oro e Diamantina, che le aiutano a raggiungere l'ingresso del castello del Re dei Goblin. Usando una pozione delle streghe, Shaggy e Scooby si travestono da Daphne e Velma per entrare nel castello, dove si sta celebrando l'annuale Sabba dei Goblin (la festa più esclusiva dell'anno).  A pochi minuti dalla mezzanotte, Shaggy e Scooby cercano di rubare lo scettro al Re dei Goblin, ma vengono catturati quando i loro travestimenti svaniscono e inviati alla prigione della torre.
Tornati nel mondo mortale, Krudsky e il Re dei Goblin hanno quasi finito il loro scambio quando Fred e Daphne lanciano una trappola, riuscendo solo a catturare il Re dei Goblin. Krudsky prende lo scettro, trasformandosi nel nuovo Re dei Goblin prima di trasformare il Re dei Goblin in un'oca. Krudsky e il suo nuovo esercito di goblin partirono per conquistare il mondo. Trasforma la Mystery Machine in un mostro vivente chiamato "Monstrous Machine" per inseguire Fred, Daphne, Velma e Salice
. I goblin catturano i tre e Krudsky usa i suoi nuovi poteri per trasformare Fred in un vampiro, Daphne in una strega e Velma in un lupo mannaro (soddisfacendo la terrificante visione che Scooby e Shaggy avevano mostrato in precedenza dal signor Gibbles).
In quel momento arrivano Scooby, Shaggy e Jack O'Lantern, salvati dalla prigione prima dell'alba dalle fate e dalla scopa magica. Jack si sacrifica, facendo cadere il bastone a Krudsky. Scooby usa quindi il bastone per rompere gli incantesimi di Krudsky prima di restituirlo al Re dei Goblin, che si scopre essere il padre della Principessa Salice. Il Re dei Goblin ritiene sua figlia responsabile di tutti i problemi causati e la punisce dichiarandola in punizione per un anno, anche se ammette di essere sollevato di riaverla al sicuro. Il signor Gibbles riporta in vita Jack con l'aiuto del Re dei Goblin mentre quest'ultimo fa prigioniero Krudsky per i suoi crimini. Lui, l'esercito dei goblin, Salice, Jack, la scopa magica e Mr. Gibbles tornano tutti nel mondo magico. Prima di partire, il Re dei Goblin usa un ultimo incantesimo per cancellare la memoria degli eventi dalle menti di Fred, Daphne e Velma per mantenere l'equilibrio tra i mondi. Tuttavia, Scooby e Shaggy possono conservare i loro ricordi poiché hanno dimostrato il loro coraggio.

## Colona sonora
- "Chi è alla porta?" - Cantata da Wallace Shawn
- "Bump in the Night" - Cantata dai mostri di Halloween
- "Goblin Oogie Boogie" - Cantata da Jim Belushi